# (60) Echo
(60) Echo is een planetoïde uit de hoofdgordel, die op 14 september 1860 door de Schotse astronoom James Ferguson werd ontdekt.
Aanvankelijk werd de planetoïde Titania genoemd, nog niet bewust dat de naam ook al werd toegekend aan een maan van Uranus. Dan werd besloten haar te herbenoemen, ditmaal naar Echo, een nimf uit de Griekse mythologie.